# Wyspy świata

## Wyspy według kontynentu
- Wyspy Afryki
- Wyspy Antarktyki
- Wyspy Australii i Oceanii
- Wyspy Azji
- Wyspy Europy
- Wyspy Ameryki Północnej
- Wyspy Ameryki Południowej

## Wyspy według oceanu lub morza, na którym się znajdują
- Wyspy Oceanu Arktycznego
- Wyspy Oceanu Atlantyckiego
  - Wyspy Morza Bałtyckiego
  - Wyspy Morza Karaibskiego
  - Wyspy Morza Śródziemnego
- Wyspy Oceanu Indyjskiego
- Wyspy Oceanu Południowego
- Wyspy Oceanu Spokojnego

## Wyspy Azji
- Wyspy Arabii Saudyjskiej
- Wyspy Bangladeszu
- Wyspy Birmy
- Wyspy Chin
- Wyspy Filipin
- Wyspy Indii
- Wyspy Indonezji
- Wyspy Iranu
- Wyspy Japońskie
- Wyspy Jemenu
- Wyspy Kazachstanu
- Wyspy Malezji
- Wyspy Rosji
- Wyspy Singapuru
- Wyspy Sri Lanki
- Wyspy Tajlandii
- Wyspy Turcji
- Wyspy, których przynależność jest sporna
  - Wyspy Morza Południowochińskiego
    - Wyspy Paracelskie
      - Wyspa Duncan
      - Wyspa Woody

    - Wyspy Spratly

  - Wyspy Senkaku

## Wyspy Europy
- Wyspy Albanii
- Wyspy Chorwacji
- Wyspy Czarnogóry
- Wyspy Danii
- Wyspy Estonii
- Wyspy Finlandii
- Wyspy Francji
- Wyspy Grecji
- Wyspy Hiszpanii
- Wyspy Holandii
- Wyspy Islandii
- Wyspy Irlandii
- Wyspy Litwy
- Wyspy Malty
- Wyspy Niemiec
- Wyspy Norwegii
- Wyspy Polski
- Wyspy Portugalii
- Wyspy Rumunii
- Wyspy Szwecji
- Wyspy Szwajcarii
- Wyspy Wielkiej Brytanii
- Wyspy Włoch

## Wyspy Ameryki Północnej
- Grenlandia
- Ziemia Baffina
- Wyspy Królowej Elżbiety
- Wyspa Wiktorii
- Wyspa Banksa
- Wyspa Świętego Wawrzyńca
- Bahamy
- Wyspy Belize
- Wyspy Kanady
- Wyspy Hondurasu
- Wyspy Meksyku
- Wyspy Panamy
- Wyspy Stanów Zjednoczonych
  - Wyspy Alaski
- Wyspy na Wielkich Jeziorach